# Portovecchio
Portovecchio è una frazione del comune di Portogruaro, in provincia di Venezia.

## Storia
Lungo uno delle direttrici della centuriazione romana, e precisamente sull'asse Concordia-Morsano-Codroipo, sorse probabilmente il villaggio di Portovecchio, anche se il primo documento scritto che ne riporta il nome risale al 1186. Si tratta della bolla di Urbano III con cui il pontefice accoglie sotto la sua protezione il vescovo di Concordia Gionata con tutti i suoi possessi e chiese, tra cui sono ricordate la villam et plebem de Portuveteri. In quell'anno quindi Portovecchio ha già una sua configurazione civile ed ecclesiastica ben strutturate. Nei secoli XIV e XV il nome di Portovecchio ritorna più volte nei documenti; nel 1299 viene ricordato anche il molino di Nugarolo, posto sul Lemene fra Portovecchio e Cintello.
Dopo un periodo in cui era stata unita alla pieve di Teglio Veneto, nel 1583 la parrocchia di Portovecchio ritornò autonoma. E a quel secolo risale il bel ciclo di affreschi, di scuola probabilmente amalteiana, che decora la semplice chiesa parrocchiale, dedicata alla Purificazione di Maria.

## Villa Bombarda
Uno dei luoghi più suggestivi di Portovecchio è la villa Bombarda, ora Furlanis. Tipico esempio di villa di campagna veneta, su due piani sormontati da un ampio timpano, la costruzione è già documentata nel 1661 come proprietà dei nobili veneti Giulio Giustinian e fratelli e fu acquistata verso il 1840 dalla famiglia Bombarda. Accanto alla villa sorge un piccolo oratorio pubblico, dedicato alla Beata Vergine Addolorata.
La villa è situata lungo le rive del Lemene, all'interno di un vasto parco

## Ambiente
La frazione di Portovecchio presenta interessanti caratteristiche sul piano ambientale e naturalistico.
In particolare il toponimo Le Crede, collocato a est della frazione, presenta alcuni vincoli ambientali e archeologici importanti; è in prevalenza a destinazione rurale, con fondi originariamente condotti a vigneto, oggi anche a seminativo e arboreo. In alcune aree circoscritte all'interno del toponimo si riscontra una presenza interessante di essenze arboree autoctone e un significativo livello di biodiversità.
Il toponimo dà il nome anche all'omonima via che lo attraversa; l'etimologia del termine riporta alla composizione argillosa del suolo.
È caratterizzato dalla presenza della linea ferroviaria Casarsa-Portogruaro, attiva dal 1888, e di un tratto dell'autostrada A4 Torino-Trieste, costruita negli anni Settanta.